# Andreas Ritzos

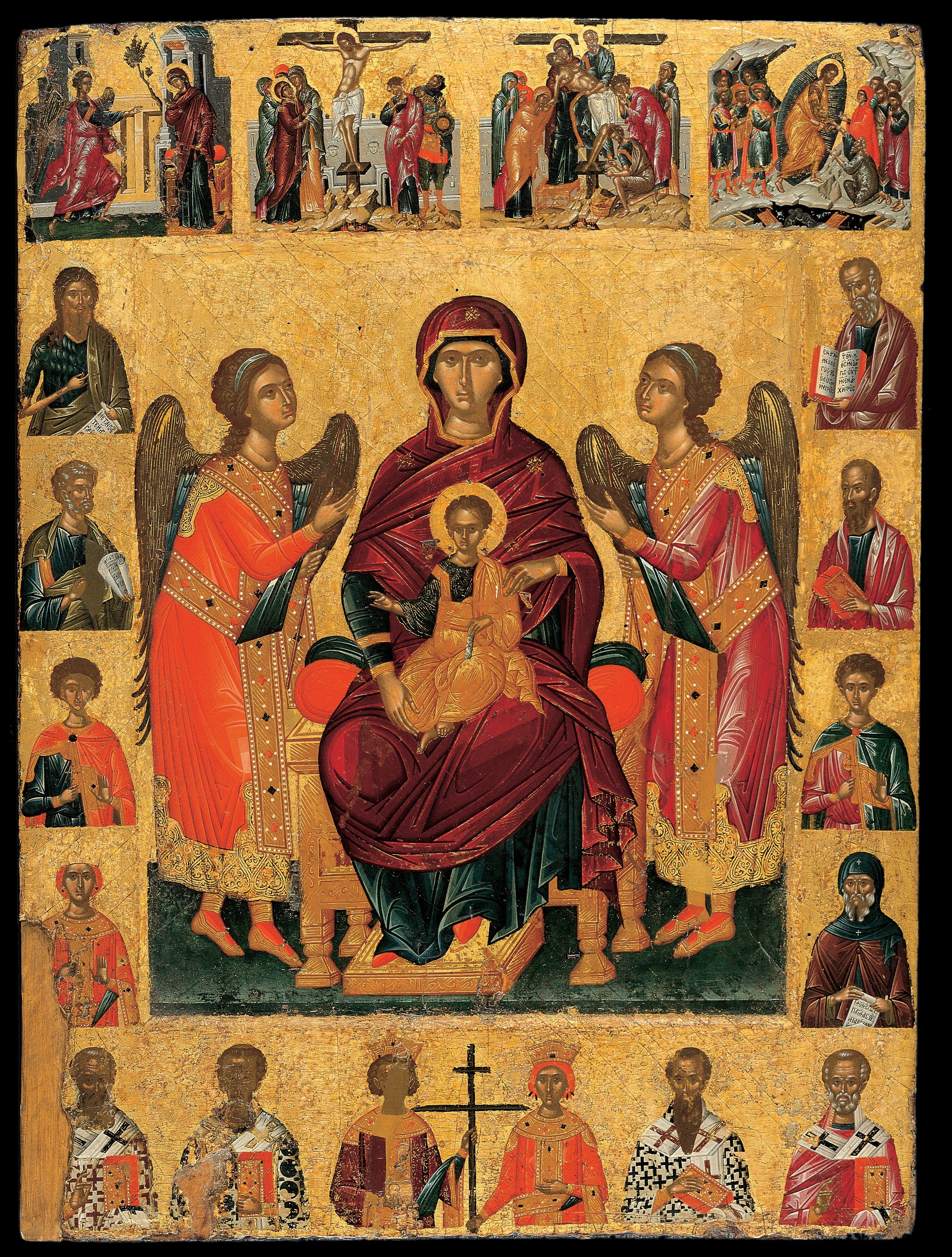
Thronende Madonna

Andreas Ritzos (* 1421 in Iraklio; † 1492; auch Andreas Ritsos) war ein griechischer Ikonenmaler.

## Leben und Werk
Ritzos wurde in Iraklio auf der Insel Kreta als Sohn eines Goldschmieds geboren. Er gilt als der größte kretische Maler der zweiten Hälfte des 15. Jahrhunderts. Seine Werke, wie auch diejenigen des Malers Angelos, waren Vorbilder für die nachfolgenden Generationen von Ikonenmalern. Ritzos orientierte sich am byzantinischen Stil, ließ aber in einigen Werken auch den italienischen Malstil des 14. Jahrhunderts einfließen. Er ist urkundlich erwähnt bis zum Jahr 1492. Sein Sohn Nikolaos (1446–1503) war ebenfalls Ikonenmaler.